# Jess Wade
Jessica Alice Feinmann Wade BEM -o Jess Wade- (Londres, 1988) és una física britànica, investigadora en el Laboratori Blackett, a l'Imperial College de Londres.
La seva recerca s'ha centrat en la creació de díodes emissors de llum basats en polímers (LED), a mig camí entre la química, la física i la ciència dels materials. I també s'ha donat a conèixer en tasques de compromís públic en l'equilibri de gènere en ciències, tecnologies, enginyeria i matemàtiques (STEM), especialment pel que fa a la promoció de la física entre les noies. El 2017, Wade va guanyar el Premi Robin Perrin per a la Ciència de Materials de l'Institut de Materials, Minerals i Mineria (IOM3). El 2018, Medalla i Premi Daphne Jackson de l'Institut de Física (IOP). I el mateix any ha estat inclosa entre les deu persones de Nature que han estat més rellevants en l'àmbit de les ciències.

## Formació
Jess Wade va estudiar al South Hampstead High School, on es va graduar el 2007. Després va fer un Curs introductori en Art i Disseny a la Universitat de Chelsea (Chelsea College of Art and Design). El 2012 va cursar un màster en Física (MSci) a l'Imperial College de Londres, on va completar també el doctorat (PhD) en física el 2016. La seva tesi sobre nanometrologia en semiconductors orgànics, titulada Controlant i provant Semiconductors Orgànics i Dispositius, va estar supervisada pel professor Ji-Seon Kim, dins del Centre d'Electrònica de Plàstics de l'Imperial College de Londres.

## Activitat professional i recerca
Actualment és professora investigadora associada sobre Electrònica de Plàstics en el Grup de Física de l'estat sòlid de l'Imperial College London, i la seva tasca se centra en el desenvolupament i la caracterització de pel·lícules fines de polímer emissor de llum, on treballa amb Alasdair Campbell i Matt Fuchter.
La seva investigació ha estat publicada en revistes científiques com el Journal of Physical Chemistry C, el Journal of the American Chemical Society, el Journal Of Materials Chemistry, ACS Nano, Advanced Functional Materials, Journal of Chemical Physics, Advanced Electronic Materials, ChemComm i Energy & Environmental Science. Ha estat coautora d'articles de recerca amb James Durrant, Henning Sirringhaus, Jenny Nelson, Donal Bradley i Ji-Seon Kim.

## Compromís públic
Wade ha contribuït al compromís públic per incrementar la igualtat de gènere en ciència, tecnologia, enginyeria i matemàtiques (STEM). Va representar el Regne Unit en el Programa de lideratge per a visitants internacionals Hidden No More [Oculta mai més], organitzat pel Departament d'Estat dels Estats Units i ha estat membre del Consell de la WISE Campaign Young Women's i del Women's Engineering Society (WES) Council, que treballa amb professorat de tot el país a través de la Xarxa de Física Estimulant (que inclou conferències i xerrades en fires educatives i congressos de didàctica). Wade s'ha mostrat crítica amb les campanyes costoses per encoratjar les noies envers la ciència, que potser només podran interessar-ne una petita minoria, o bé que mostren que les noies poden estudiar «la composició química dels pintallavis o de les pintures per a les ungles». Es considera que es gasten 4 o 5 milions de lliures esterlines al Regne Unit per promoure les carreres científiques per a les dones, però amb poc control dels resultats, així que ella explora altres iniciatives. Wade s'ha implicat molt en una campanya de Viquipèdia que fomenta la creació d'articles sobre dones acadèmiques rellevants, amb la finalitat de promoure els models femenins d'STEM.
Va coordinar un equip de cinquanta-cinc persones del Regne Unit en la 6a Conferència Internacional de Dones i Física, que va donar lloc a una invitació per debatre a Alemanya sobre la feina en equilibri de gènere a l'Institut de Físiques (IOP). També dona suport a la participació d'estudiants per mitjà de les activitats i festivals escolars i l'organització d'un seguit d'esdeveniments per a noies a l'Imperial College de Londres, que ha finançat amb diverses activitats (viquimaratons, taules rodones, i escoles d'estiu) i amb subvencions de la Royal Academy of Engineering (RAEng), la Royal Society of Chemistry (RSC) i la Societat Bioquímica. El 2015 Wade, amb l'activitat de participació científica I’m a scientist, get me out of here!, va rebre 500 lliures esterlines, que va destinar a dur a terme un dia Greenlight for Girls [Llum verda per a les noies] al Departament de Física de l'Imperial College de Londres.
Wade és membre de l'IOP London and South East Committee, l'IOP Women in Physics Committee, i el Departmental Juno Transparency and Opportunity Committee a l'Imperial College London. Ella esmenta entre les seves influències Sharmadean Reid, Lesley Cohen, Jenny Nelson i Angela Saini, especialment pel seu llibre Inferior: How Science Got Women Wrong. El seu treball de divulgació ha estat cobert per la BBC, Sky News, HuffPost, ABC News, Physics World, El País, CNN, Naturalesa i The Guardian. El 2018, Wade va crear a la Viquipèdia més de 450 articles biogràfics sobre minories per augmentar-ne la presència a l'STEM. Al 2023 ja porta més de 1.800 biografies de dones científiques entrades a la Viquipèdia.

## Premis
Jess Wade ha rebut diversos premis per les seves contribucions a la ciència, la comunicació científica, la diversitat i la inclusió. El 2017 va rebre el Premi Robert Perrin per a la Ciència de Materials de l'Institut de Materials, Minerals i Mineria, el Premi Jocelyn Bell-Burnell de l'IOP per a Dones de Física 2016, i el Premi IOP Early Career Physics Communicator 2015. També al 2015 va rebre el premi Union College Imperial per la seva contribució a la vida universitària, i la medalla Julia Higgins el 2017, en reconeixement de la seva tasca en suport de la igualtat de gènere. El 2015, Jess Wade va ser la guanyadora de la Colour Zone amb I'm a Scientist, Get Me Out of Here, un projecte de participació científica en línia dirigit per Mangorolla CIC. Va ser convidada a Science Foo Camp (SciFoo) al Googleplex a Califòrnia el 2017.
Al desembre de 2018, Wade va ser nomenada pel Nature'10 com una de les deu persones amb més rellevància en ciències durant el 2018. En el mateix any, Wade va guanyar la medalla i el premi Daphne Jackson per «actuar com a ambaixadora reconeguda internacionalment per a STEM» i va rebre la «menció honorífica» com a finalista al premi Wikimedian de l'any de mans del cofundador de Viquipèdia, Jimmy Wales, pel seu «esforç durant tot l'any per escriure sobre persones científiques i enginyeres poc representades a la Viquipèdia».
Des de 2019 Jessica Alice Feinmann Wade posseeix el títol de BEM: la reina Elisabet II l'ha distingida amb la Medalla de l'Imperi Britànic per les seves contribucions.